# Franz Kelch
Franz Kelch (1 de noviembre de 1915 - 5 de junio de 2013) fue un bajo-barítono lied y cantante oratorio alemana. Su discografía incluye obras de Johann Sebastian Bach, Dieterich Buxtehude, George Frideric Handel y Claudio Monteverdi.

## Biografía
Franz Kelch nació en Bayreuth. Comenzó el entrenamiento de la voz en momentos difíciles en 1937 con Henriette Klink en Núremberg después del servicio militar obligatorio. Tuvo que interrumpir sus estudios al estallar la II Guerra Mundial. Después de su regreso de ser un prisionero de campamento de guerra empezó a enseñar y cantar para la Bayerischer Rundfunk (radiodifusión bávara) en los programas de música antigua y las nuevas obras de compositores de Múnich como Joseph Haas, Hermann Zilcher o Wolfgang Jacobi.